# Peter Herde

Peter Herde bei der Feier zu seinem 80. Geburtstag

Peter Herde (* 5. Februar 1933 in Ratibor, Oberschlesien) ist ein deutscher Historiker. Seine Forschungstätigkeit erstreckt sich von grundlegenden Arbeiten zur päpstlichen Diplomatik des Mittelalters über die Landesgeschichte bis zum Zweiten Weltkrieg.

## Leben
Peter Herde wurde 1933 im oberschlesischen Ratibor geboren. Er war der Sohn von Konrektor Reinhard Herde und Hildegard Herde. In Ratibor verbrachte er seine Kindheit und die ersten Jugendjahre. Seit dem Herbst 1943 besuchte er das Realgymnasium Ratibor. Die Familie flüchtete Ende Januar 1945 vor der Roten Armee und fand ihre neue Heimat im westfälischen Arnsberg. In Neheim-Hüsten legte er 1953 das Abitur ab. Im Sommersemester 1953 begann er an der Universität Heidelberg das Studium der Fächer Physik und Mathematik. Fritz Ernst weckte durch seine Vorlesungen Herdes Interesse für Geschichte. Im Jahr 1954 ging Herde an die Universität München, um Geschichte, Germanistik und Anglistik zu studieren. Er besuchte Vorlesungen und Seminare bei Friedrich Baethgen, Bernhard Bischoff, Peter Acht, Franz Dölger, Franz Schnabel und Max Spindler. Durch Baethgen wandte Herde sich der Papst- und Reichsgeschichte des Spätmittelalters zu. Bernhard Bischoff brachte ihm die Paläographie, die mittellateinische Literaturgeschichte und die Handschriftenkunde näher. Durch Peter Acht begann er sich mit den Papsturkunden des 13. Jahrhunderts zu beschäftigen. In München wurde er 1958 unter der Betreuung von Peter Acht mit der Arbeit Beiträge zum päpstlichen Kanzlei- und Urkundenwesen im 13. Jahrhundert zum Dr. phil. promoviert. Die Dissertation wurde zum Standardwerk der päpstlichen Kanzleigeschichte und Diplomatik. Die Arbeit erschien 1967 in einer zweiten, erheblich erweiterten Auflage. Ein Jahr nach seiner Promotion wurde Herdes erster wissenschaftlicher Aufsatz Gestaltung und Krisis christlich-jüdischen Verhältnisses in Regensburg am Ende des Mittelalters veröffentlicht. Der Aufsatz war ein Ergebnis seiner Arbeit an der Ausgabe der Urkunden und Aktenstücke zur Geschichte der Juden in Regensburg.
Von 1960 bis 1962 arbeitete Herde am Deutschen Historischen Institut Rom. Großen Einfluss übte der dortige Direktor Walther Holtzmann auf ihn aus. In Rom knüpfte er freundschaftliche Beziehungen zu Hermann Goldbrunner, Dieter Girgensohn, Norbert Kamp, Arnold Esch, Rudolf Hiestand und Rupert Hacker. Seine Habilitation befasste sich mit dem Formularium audientie litterarum contradictarum. Nach seiner Habilitation 1965 – ebenfalls bei Peter Acht – wirkte er in München als Dozent. Bereits 1968 wurde er im Alter von 35 Jahren als ordentlicher Professor für mittlere und neuere Geschichte an die Universität Frankfurt berufen. Die Position trat er im Folgejahr an. Ab 4. Juni 1976 lehrte er als ordentlicher Professor für Geschichte, insbesondere mittlere Geschichte, Landesgeschichte und historische Hilfswissenschaften, an der Universität Würzburg. Im Jahr 2001 wurde er emeritiert. Seine Abschiedsvorlesung, bei der er neuere Entwicklungen im deutschen Hochschulwesen durchaus kritisch betrachtete, hielt er am 16. Juni 2001 auf einem Symposion im Museumszentrum Lorsch.
Herde heiratete 1965. Seine Hobbys sind Fotografie, Fliegen und Sport. So konnte er (bis 2007) achtmal das Bayerische Sport-Leistungs-Abzeichen in Gold und 42 Mal das Deutsche Sportabzeichen in Gold erringen.

## Forschungsschwerpunkte
Herde arbeitet auf dem Gebiet der mittelalterlichen und neueren Geschichte, besonders zur Reichs- und Papstgeschichte des späteren Mittelalters, zur Sozial- und Geistesgeschichte des italienischen Humanismus und zur Geistesgeschichte des Risorgimento. Seine weiteren Forschungsinteressen betreffen die historischen Hilfswissenschaften, die bayerische Landesgeschichte und die Geschichte des Zweiten Weltkrieges. Seine erstmals 1961 veröffentlichte Münchener Dissertation fand auch international große Beachtung. Die Arbeit erschien 1967 in zweiter verbesserter und erweiterter Auflage und wurde zu einem Standardwerk der Papsturkundendiplomatik des 13. Jahrhunderts. Er veröffentlichte mit der Edition und Untersuchung der Formelbücher der „Audientia litterarum contradictarum“ eine zweibändige und fast 1400 Seiten umfassende Münchener Habilitationsschrift. Die Arbeit war methodisch innovativ, da Herde Fragen der Urkundenwissenschaft und der Kanonistik miteinander verknüpfte.
Herde forschte über das spätmittelalterliche päpstliche Urkundenwesen, über die Geschichte Italiens, vor allem Florenz im Zeitalter der Renaissance und der Geschichte Siziliens. Über Karl I. von Anjou veröffentlichte Herde einen umfangreichen Beitrag im Dizionario Biografico degli Italiani. Aus dieser Studie zum ersten Angevinen auf dem sizilianischen Thron ging 1979 eine Biographie hervor. In Würzburg beschäftigte sich Herde intensiv mit der fränkischen Geschichte und der Reichs- und Papstgeschichte des 13. Jahrhunderts. Herde widmete sich aber auch Problemen des 19. Jahrhunderts. Dabei untersuchte er unter anderem die Beziehungen Bayerns und des Heiligen Stuhls in der Zeit des beginnenden Kulturkampfs. Herde legte 1981 mit seiner Biographie über Papst Cölestin V. ein Standardwerk vor. In italienischer Übersetzung erschien die Arbeit 2004. Im Jahr 2008 wurde die Biographie durch seine MGH-Edition der ältesten drei Viten, die sogenannte Autobiographie, die Schrift De continua conversatione und der Tractatus de vita et operibus atque obitu ipsius sancti des „papa angelicus“ ergänzt. Mit seiner 1986 veröffentlichten Arbeit stellte Herde erstmals die Geschichte des mittelalterlichen Guelfentums zusammenhängend dar. Gemeinsam mit seinem Schüler Thomas Frenz gab er 2000 das Brief- und Memorialbuch des Passauer Domdekans Albert Behaim von 1246 heraus. Das Brief- und Memorialbuch des Albert Behaim ist in nur einer Handschrift erhalten. Der Codex Clm 2574b der Bayerischen Staatsbibliothek München ist zugleich die älteste in Deutschland aufbewahrte Papierhandschrift überhaupt. Sie besteht aus 141 Blättern, auf denen sich die Hände von 16 verschiedenen Schreibern unterscheiden lassen. Schon in den 1980er Jahren hat Herde sich mit einer Biographie zu Bonifaz’ VIII. befasst. Er veröffentlichte zahlreiche Einzeluntersuchungen über ihn. Nach jahrzehntelangen Forschungen konnte der erste Band der Biographie mit den drei Kapiteln „Jugend und kirchliche Weihe“, „Auf dem Weg zum pästlichen Thron“ und „Wahl zum Papst, Weihe und Krönung“ 2015 in der Reihe „Päpste und Papsttum“ erscheinen. Die Herausforderung bestand vor allem darin, die Zeit angemessen historiographisch aufzubereiten. Zahlreiche Details über sein frühes Leben sind nicht zeitgenössisch bezeugt, sondern wurden ihm erst im späteren Bonifazprozess zum Vorwurf gemacht.
Seit den 1990er Jahren widmete sich der geborene Oberschlesier Herde auch der schlesischen Geschichte. Aus dieser Beschäftigung ging 2001 die Edition der italienischen Akten zur Volksabstimmung in Oberschlesien 1921 hervor. Zum Ende des ausgehenden Jahrhunderts befasste sich Herde intensiver mit der Geschichte der Geschichtswissenschaft. Dabei entstanden zahlreiche Untersuchungen über Würzburger Historiker wie Anton Chroust (1998/2012), Max Buchner (2002) oder Michael Seidlmayer (2007/2012). Herde untersuchte die Hintergründe der gescheiterten Berufungen von Franz Schnabel nach Heidelberg und Hermann Heimpels nach München. Dabei wertete Herde eingehend die Akten der amerikanischen Militärregierung aus. Mit dem israelischen Historiker Benjamin Z. Kedar legte er 2011 eine Untersuchung über den Historiker Karl Bosl vor, die zu einer Diskussion und einer Neubewertung von Bosls NS-Vergangenheit führte. Die deutsche Übersetzung in einer wesentlich erweiterten Fassung erschien 2016. Dabei beobachteten sie bei Bosl „eine prekäre Koexistenz von Ablehnung und Zugeständnissen“ gegenüber dem System. Nach ihren Forschungen habe sich Bosl im Nationalsozialismus in hohem Maße systemkonform verhalten und sich fälschlich als Widerstandskämpfer präsentiert. An der Darstellung von Kedar und Herde übten einige Historiker Kritik und wiesen auf Unstimmigkeiten hin. Dirk Walter kritisierte den fehlenden Vergleich von Bosls Karriere in der NS-Zeit mit der anderer Fachkollegen wie Theodor Schieder.
Zur Geschichte des Zweiten Weltkrieges legte Herde zahlreiche Arbeiten vor, darunter zwei Monographien über die geheime Flugverbindung zwischen den Achsenmächten und Japan (Der Japanflug, 2000) und über die japanische Besatzungspolitik in Südostasien im Zweiten Weltkrieg und ihre Folgen (Großostasiatische Wohlstandssphäre, 2002). Er befasste sich jedoch lediglich mit Indonesien und den Philippinen und verwendete für seine Darstellung keine japanischen Quellen. Herde stellte in seiner Studie fest, dass „trotz aller Kontrollen und trotz der Zensur […] die japanische Herrschaft […] auf den Philippinen kein Totalitarismus sowjetischer oder nationalsozialistischer Art“ war. Herde recherchierte ein Jahrzehnt lang jeweils die Monate August und September in den National Archives in Washington, wo Millionen Seiten von Abhörmaterial lagern. Daraus resultierte eine 2018 veröffentlichte Studie über die Dreiecksbeziehungen zwischen den europäischen Achsenmächten, Japan und der UdSSR im Zweiten Weltkrieg. Die Hälfte der Untersuchung besteht aus einer Dokumentation. Bei den darin enthaltenen Quellen handelt es sich um Telegramme, die zwischen dem Außenministerium in Tokyo und seinen diplomatischen oder konsularischen Vertretungen im Ausland verschickt worden und von US-Stellen ab 1942 abgefangen und entschlüsselt worden sind.

## Ehrungen und Mitgliedschaften
Für seine Forschungen wurden Herde zahlreiche wissenschaftliche Ehrungen und Mitgliedschaften zugesprochen. Er ist gewähltes Mitglied vieler wissenschaftlicher Gesellschaften, Akademien und Kommissionen, unter anderem der Wissenschaftlichen Gesellschaft an der Johann Wolfgang Goethe-Universität Frankfurt am Main (seit 2010 als Ehrenmitglied), der Gesellschaft für fränkische Geschichte, der Historischen Kommission für Schlesien, der Medieval Academy of America, der Royal Historical Society in London und der Commission internationale de diplomatique (seit 1970). Der Geburtsort Cölestins, Sant’Angelo Limosano, hat ihn für seine Arbeiten über diesen Papst und Heiligen zum Ehrenbürger ernannt. Eine Gastprofessur nahm er von 1966 bis 1967 an der University of California, Berkeley wahr. Dabei gehörten Robert Helmholtz, Milo Kearney und John McCullough zu seinen akademischen Schülern. Weitere Gastprofessuren führten Herde 1971 an die University of Washington, 1971/72 und 1984 an das Institute for Advanced Study in Princeton, 1973 an die University of Chicago und 1979 nach Dumbarton Oaks. Im Jahr 1998 wurde er zum 65. Geburtstag mit einer umfangreichen Festschrift gewürdigt. Anlässlich seines 70. Geburtstages 2003 wurde Herde durch ein wissenschaftliches Kolloquium in Lorsch an der Bergstraße und 2008 durch ein weiteres Kolloquium geehrt. Herde lehnte Rufe an die University of California in Los Angeles als Nachfolger von Gerhart B. Ladner und an die Ludwig-Maximilians-Universität in München als Nachfolger von Peter Acht ab. Zum 90. Geburtstag erschien ein Artikel in der Frankfurter Allgemeinen Zeitung unter dem Titel: Vom Vatikan zu Pearl Harbor. Zum 90. Geburtstag des Historikers Peter Herde, in dem seine ungewöhnlich große Bandbreite vom Mediävisten bis zu seinem Buch über die Ausweitung des europäischen Krieges zum Zweiten Weltkrieges hervorgehoben wurde.

## Schriften (Auswahl)
Monographien
- Beiträge zum päpstlichen Kanzlei- und Urkundenwesen im dreizehnten Jahrhundert (= Münchener historische Studien, Abteilung Geschichtliche Hilfswissenschaft. Band 1). Lassleben, Kallmünz/Opf. 1961, 2. Auflage 1967 (zugleich: Dissertation, Universität München, 1962).
- Audientia litterarum contradictarum. Untersuchungen über die päpstlichen Justizbriefe und die päpstliche Delegationsgerichtsbarkeit vom 13. bis zum Beginn des 16. Jahrhunderts (= Bibliothek des Deutschen Historischen Instituts in Rom. Band 31 und 32). 2 Bände, Niemeyer, Tübingen 1970, ISBN 3-484-80030-5, zugleich Habilitationsschrift, München 1965.
- Dante als Florentiner Politiker (= Frankfurter historische Vorträge. Heft 3). Steiner, Wiesbaden 1976, ISBN 3-515-02506-5.
- Karl I. von Anjou (= Urban-Taschenbücher. Band 305). Kohlhammer, Stuttgart u. a. 1979, ISBN 3-17-005420-1.
- Pearl Harbor, 7. Dezember 1941. Der Ausbruch des Krieges zwischen Japan und den Vereinigten Staaten und die Ausweitung des europäischen Krieges zum 2. Weltkrieg (= Impulse der Forschung. Band 33). Wissenschaftliche Buchgesellschaft, Darmstadt 1980, ISBN 3-534-07555-2.
- Cölestin V. (= Päpste und Papsttum. Band 16). Hiersemann, Stuttgart 1981, ISBN 3-7772-8102-6.
- Italien, Deutschland und der Weg in den Krieg im Pazifik 1941 (= Sitzungsberichte der Wissenschaftlichen Gesellschaft an der Johann-Wolfgang-Goethe-Universität Frankfurt am Main. Band 20, Nr. 1). Steiner, Wiesbaden 1983, ISBN 3-515-04001-3.
- Guelfen und Neoguelfen. Zur Geschichte einer nationalen Ideologie vom Mittelalter zum Risorgimento (= Sitzungsberichte der Wissenschaftlichen Gesellschaft an der Johann-Wolfgang-Goethe-Universität Frankfurt am Main. Band 22, Nr. 2). Steiner-Verlag-Wiesbaden-GmbH, Stuttgart 1986, ISBN 3-515-04596-1.
- Die Katastrophe vor Rom im August 1167. Eine historisch-epidemiologische Studie zum vierten Italienzug Friedrichs I. Barbarossa (= Sitzungsberichte der Wissenschaftlichen Gesellschaft an der Johann-Wolfgang-Goethe-Universität Frankfurt am Main. Band 27, Nr. 4). Steiner, Stuttgart 1991, ISBN 3-515-05878-8.
- Abhandlungen zur fränkischen und bayerischen Kirchengeschichte und zu den christlich-jüdischen Beziehungen (= Quellen und Forschungen zur Geschichte des Bistums und Hochstifts Würzburg. Band 46). Schöningh, Würzburg 1996, ISBN 3-87717-049-8.
- Der Japanflug. Planungen und Verwirklichung einer Flugverbindung zwischen den Achsenmächten und Japan 1942–1945 (= Sitzungsberichte der Wissenschaftlichen Gesellschaft an der Johann-Wolfgang-Goethe-Universität Frankfurt am Main. Band 38, Nr. 3). Steiner, Stuttgart 2000, ISBN 3-515-07587-9.
- Großostasiatische Wohlstandssphäre. Die japanische Besatzungspolitik auf den Philippinen und in Indonesien im Zweiten Weltkrieg und ihre Folgen (= Sitzungsberichte der Wissenschaftlichen Gesellschaft an der Johann-Wolfgang-Goethe-Universität Frankfurt am Main. Band 39, Nr. 4). Steiner, Stuttgart 2002, ISBN 3-515-08033-3.
- Kontinuitäten und Diskontinuitäten im Übergang vom Nationalsozialismus zum demokratischen Neubeginn. Die gescheiterten Berufungen von Hermann Heimpel nach München (1944–1946) und von Franz Schnabel nach Heidelberg (1946–1947) (= Hefte zur bayerischen Landesgeschichte. Heft 5). Kommission für Bayerische Landesgeschichte, München 2007, ISBN 978-3-7696-6532-1.
- mit Benjamin Z. Kedar: A Bavarian historian reinvents himself. Karl Bosl and the Third Reich. Hebrew University Magnes Press, Jerusalem 2011, ISBN 978-965-493-564-7.
  - mit Benjamin Z. Kedar: Karl Bosl im „Dritten Reich“. De Gruyter und Magnes, Berlin und Jerusalem 2016, ISBN 978-3-11-041256-7 (deutsche Übersetzung und wesentlich erweiterte Fassung).

Herausgeberschaften
- mit Anton Schindling: Beiträge zur Bildungsgeschichte. Gewidmet Peter Baumgart anläßlich seines 65. Geburtstages (= Quellen und Forschungen zur Geschichte des Bistums und Hochstifts Würzburg. Band 53). Schöningh, Würzburg 1998, ISBN 3-87717-057-9.
- Italien und Oberschlesien 1919–1922. Italienische Diplomatie und Besatzungstruppen im Umfeld der Volksabstimmung in Oberschlesien und der Teilung des Landes. Band 1: Dokumente zur italienischen Politik in der oberschlesischen Frage 1919–1921 (= Schlesische Forschungen. Band 8). Königshausen und Neumann, Würzburg 2001, ISBN 3-8260-2035-9.
- mit Hermann Jakobs: Papsturkunde und europäisches Urkundenwesen. Studien zu ihrer formalen und rechtlichen Kohärenz vom 11. bis 15. Jahrhundert (= Archiv für Diplomatik, Schriftgeschichte, Siegel- und Wappenkunde. Beiheft 7). Böhlau, Köln u. a. 1999, ISBN 3-412-10298-9.

Editionen
- mit Thomas Frenz: Das Brief- und Memorialbuch des Albert Behaim (= Monumenta Germaniae Historica. Epistolae. 2a, Briefe des späteren Mittelalters. Band 1). Monumenta Germaniae Historica, München 2000, ISBN 3-88612-091-0.
- Die ältesten Viten Papst Cölestins V. (Peters vom Morrone) (= Monumenta Germaniae Historica, Scriptores rerum Germanicarum, nova series. Band 23). Hahn, Hannover 2008, ISBN 978-3-7752-0223-7.

Aufsatzsammlungen
- Gesammelte Abhandlungen und Aufsätze. Hiersemann, Stuttgart, ISBN 978-3-7772-9713-2.
  - Band 1: Von Dante zum Risorgimento. Studien zur Geistes- und Sozialgeschichte Italiens. 1997, ISBN 3-7772-9714-3.
  - Band 2: Studien zur Papst- und Reichsgeschichte, zur Geschichte des Mittelmeerraumes und zum kanonischen Recht im Mittelalter. 2 Halbbände, 2002 und 2005, ISBN 3-7772-0214-2, ISBN 3-7772-0514-1.
  - Band 3: Diplomatik, Kanonistik, Paläographie. Studien zu den historischen Grundwissenschaften. 2008, ISBN 978-3-7772-0810-7.